# کسنوفون پی. ویلفلی
کسنوفون پی. ویلفلی (به انگلیسی: Xenophon P. Wilfley) سناتور سابق عضو حزب دموکرات ایالات متحده آمریکا بود. وی در سال 1918 میلادی سناتور ایالت میزوری در سنای ایالات متحده آمریکا بود.